# (36858) 2000 SO127
2000 SO127 (asteroide 36858) é um asteroide da cintura principal. Possui uma excentricidade de 0.11698690 e uma inclinação de 3.74132º.
Este asteroide foi descoberto no dia 24 de setembro de 2000 por LINEAR em Socorro.